# Rhypholophus malickyi
Rhypholophus malickyi là một loài ruồi trong họ Limoniidae. Chúng phân bố ở miền Cổ bắc.